# Xã Donnelly, Quận Marshall, Minnesota
Xã Donnelly (tiếng Anh: Donnelly Township) là một xã thuộc quận Marshall, tiểu bang Minnesota, Hoa Kỳ. Năm 2010, dân số của xã này là 19 người.